# Deuter

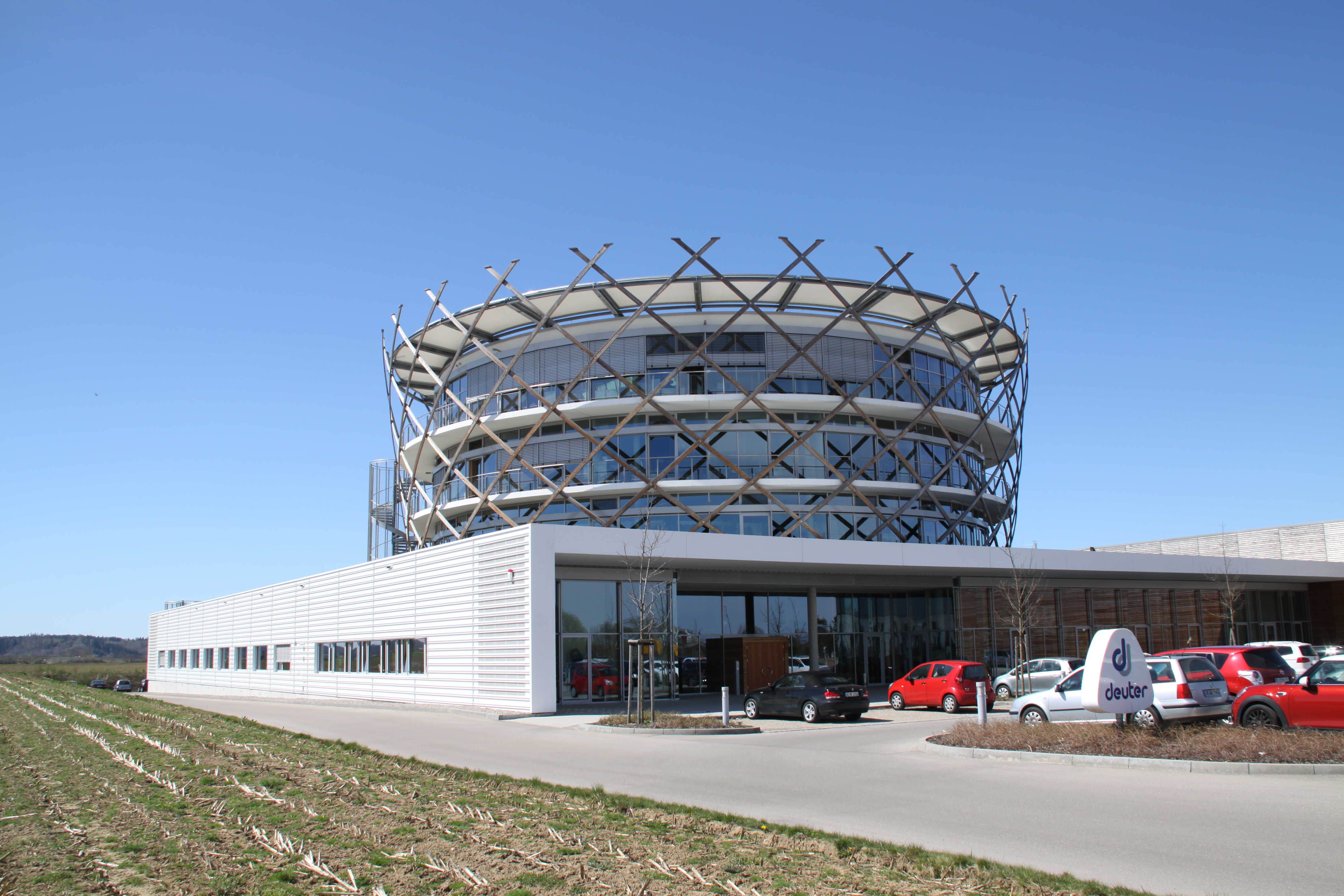
Huvudkontoret i Gersthofen

Deuter (Deuter Sport & Leder GmbH) är en tysk tillverkare av ryggsäckar och andra sport- och fritidsprodukter i Gersthofen utanför Augsburg.
Deuter grundades 1898 av Hans Deuter och bland de viktiga kunderna i företagets tidiga historia hörde det bayerska postverket för vilket man tillverkade postsäckar. Kring 1910 började man tillverka ryggsäckar, väskor, tält och andra produkter för armén. Man tillverkade också stora evenemangstält för bl.a. Oktoberfest. Under andra världskriget var Wehrmacht en storkund hos företaget. Deuters produkter har funnits med på flera expeditioner. 
Sedan 2006 ingår man i Schwan-Stabilo.